# Lewan Sanadse
Lewan Sanadse (georgisch ლევან სანაძე, russisch Леван Санадзе, engl. Transkription Levan Sanadze, * 16. August 1928 in Tiflis; † 24. August 1998 in Moskau) war ein georgischer Leichtathlet, der international für die Sowjetunion startete und vor allem als Staffelläufer erfolgreich war.
Sanadse gewann bei den Europameisterschaften 1950 in Brüssel gemeinsam mit Wladimir Sucharew, Lewan Kaljajew und Nikolai Karakulow die Goldmedaille in der 4-mal-100-Meter-Staffel vor den Mannschaften aus Frankreich und Schweden. Bei den Olympischen Spielen 1952 in Helsinki errang er zusammen mit Boris Tokarew, Lewan Kaljajew und Wladimir Sucharew die Silbermedaille hinter der US-amerikanischen Stafette. Im 100- und 200-Meter-Lauf konnte er sich nicht für das Finale qualifizieren. Schließlich vervollständigte er seine Medaillensammlung bei den Europameisterschaften 1954 in Bern. In der Staffel holte er mit Boris Tokarew, Wiktor Rjabow und Leonid  Bartenew die Bronzemedaille hinter den Mannschaften Ungarn und dem Vereinigten Königreich.